# Distretto di Guta
Il distretto di Guta (古塔区S, Gǔtǎ QūP) è un distretto della Cina, situato nella provincia di Liaoning e amministrato dalla prefettura di Jinzhou.